# Laurent Cokelaere
Laurent Cokelaere, né le 12 juillet 1957 dans la Drôme, est un bassiste français (basse électrique / acoustique, contrebasse). Professionnel depuis le milieu des années 1970, il est devenu un musicien incontournable de la scène française. Il a accompagné des artistes français comme : Michel Fugain, Michel Sardou, Nolwenn Leroy, Alan Stivell, Maurane, Maxime Leforestier entre autres. Il est l'initiateur de plusieurs groupes orientés « old school » comme Desktops, Sidji Moon et Coke Tales. 

## Biographie
Laurent Cokelaere est originaire de Puygiron. Il commence la basse en autodidacte en 1972 et suit des cours techniques à 16 ans. En 1977-78, il part étudier la musique et approfondir les bases de son instrument au « Berklee College of Music » à Boston aux États-Unis. Professeur au CIM de 1981 à 1990, il anime aussi de nombreux stages (à Cannes, Monteton, Villeurbanne, Ussel, Bourges, Amiens). 
Il a accompagné : Alan Stivell (au début des années 1980), Michel Fugain, Buzy, Jean-Claude Vannier, Ana Prucnal, Bill Deraime, Richard Clayderman (tournées mondiales), Véronique Rivière, Enzo Enzo, Kent, Sheila, Michel Sardou (tournée 2001), J.J. Milteau, Coralie Clément, Keren Ann, Yves Duteil, Antoine, Frankie Jordan, Patrick Verbeke, Nolwenn Leroy... 
De plus, il a effectué divers remplacements « à main levée », pour : Charles Aznavour, Jacques Higelin, Line Renaud, Catherine Lara, Philippe Lavil, Gilbert Bécaud, Richard Gotainer, le Grand Magic Circus, Chance Orchestra, Mighty Mo Rogers, Autour Du Blues, Maurane, Maxime Leforestier, Djurdjura... Il a aussi occasionnellement accompagné (radios, télés, concerts, albums…) : Johnny Hallyday, Stevie Wonder, Sue Foley, Moustaki, Antoine Tomé, Murray Head, Faudel, Pauline Croze, Liane Foly, Zoé, Patrick Bruel, Abd Al Malik, Adamo, Vincent Delerm, Bénabar, -M-, Louis Chedid, Alain Souchon, Jeanne Cherhal, Isabelle Boulay, Christophe Maé, Aaron, Diane Dufresne, Diane Tell, Gerald de Palmas, Zaz, des artistes de la Nouvelle Star (Christophe Willem, Miss Dominique, Camélia Jordana).
Il a participé à des projets jazz avec Éric Lelann, Francis Bourrec, Yochk'o Seffer, Ivan Jullien, Francis Lockwood, François Couturier, Robert Persi, Éric Séva, Khalil Chahine, Daniel Goyone, Jimi Drouillard, Denis Leloup, Benoît Widemann, Claude Barthélémy, Jean-Loup Longnon, Claude Salmieri.
Par ailleurs, il a monté ou a participé à divers groupes, tels que : Polygruel (son propre big band), Neffesh Music (de Yochk'o Seffer), Century (de 1986 à 1988), Minigruel, 9 Plus (avec Ivan Jullien), le Grand Blues Band, Coketale (avec Jacques Mercier), Cokepit, Maison Klaus (avec Klaus Blasquiz, ex-Magma), les Desktops (Tamla-Motown Revival), Restrictions, Apple Juice. Il a créé, avec Hervé Gourdikian, le groupe de jazz-pop atmosphérique Sidji Moon, avec lequel il a sorti plusieurs albums. Il est l'un des créateurs du label Blue Stak. 
À la télévision, il a participé aux émissions Faites la fête (France 2), Les 900 choristes (France 3),  Seconde chance (Direct 8), les Victoires de la musique (depuis 2006). Il a été bassiste pour 1000 choristes des Nuits de Champagne à Troyes, où se sont produits Charles Aznavour, Renaud, Maurane, Michel Fugain, Daniel Lavoie, Michel Jonasz, Véronique Sanson, Bernard Lavilliers, Eddy Mitchell…

## Discographie

### Avec Coke Tales
- 1983 : Coke tales (Caravage/Carrère)
- 1995 : Mama rade gumbo (EMI)
- 1999 : Mardi Gras (BlueStak/Night & Day)

### Avec son label BlueStak
- 1998 : The Duo - Le 1er
- 1998 : Chris Lancry  - Dernier été
- 1999 : Jimi Drouillard - Mondovision

### Avec Sidji Moon
- 2005 : Nomades (Cristal Records/Abeille Musique)
- 2007 : Dolfinarium (Les Productions du Parc)
- 2010 : Kontrast (Cristal Records/Rue Stendhal)

### Participations
- 1983 : Alan Stivell - Légende
- 1985 : Minigruel - En concert (Caravage/Carrère)
- 1986 : Century - ...and soul it goes (Clever/Carrère)
- 1992 : Le Grand Blues Band - & J.J. Milteau (New Rose)
- 1998 : Sheila - Live Olympia 98
- 1998 : Annie Cordy chante Broadway
- 1998 : Patrick Verbeke - Willie & Louise
- 2001 : Michel Sardou - Bercy 2001